# Annebault
Annebault – miejscowość i gmina we Francji, w regionie Normandia, w departamencie Calvados.
Według danych na rok 1990 gminę zamieszkiwało 317 osób, a gęstość zaludnienia wynosiła 57 osób/km² (wśród 1815 gmin Dolnej Normandii Annebault plasuje się na 579. miejscu pod względem liczby ludności, natomiast pod względem powierzchni na miejscu 836.).